# Kortling

Kortlingar mellan huvudreglarna.

Kortling är en kortare regel placerad vinkelrätt mot och mellan huvudreglarna, vars syfte är att stabilisera längre parallella reglar i träbyggnader.  Den kan också användas för att göra en konstruktion såsom golv styvare. Kortlingar används i träbjälklag samt i regelväggar inför montering av köksskåp, vägghyllor eller annan fast inredning.